# Jüdische Gemeinde Bibergau
Die Jüdische Gemeinde Bibergau war eine Israelitische Kultusgemeinde auf dem Gebiet des heutigen Dettelbacher Ortsteils Bibergau im unterfränkischen Landkreis Kitzingen.  

## Geschichte
Bereits im 17. Jahrhundert existierte eine jüdische Gemeinde in Bibergau, die den Johannitern unterstellt war. Im Jahr 1691 waren die Juden im Dorf einigen Gerüchten ausgesetzt, wonach sie einen Ritualmord am dreijährigen Sohn des Euerfelder Bürgers Jakob Essenfelder begangen hätten. Nachdem die Bevölkerung bereits gegen die Juden wütete, griff der Würzburger Fürstbischof Johann Gottfried von Guttenberg ein und beschützte sie vor ungerechtfertigten Übergriffen der Bevölkerung.
Im 18. Jahrhundert wuchs die Gemeinde stark an und war bald eine der größten im Osten des Würzburger Hochstiftes. Die Juden durften mit Erlaubnis der Dorfherren, damals der Johanniter und der Universität Würzburg, einen Vorsteher, den sogenannten Barnos, wählen. Dieser vertrat die jüdische Gemeinde gegenüber der Obrigkeit. Im Jahr 1758 existierten 18 jüdische Familien, die als Johanniter-Schutzjuden galten, 13 Familien waren Schutzjuden der Universität.
Mit der Errichtung sogenannter Matrikelplätze im Königreich Bayern im Jahr 1817 erhielt Bibergau 30 Matrikelstellen. Die jüdischen Familien lebten überwiegend vom Handel. Im Jahr 1830 besaßen zehn Familien der Gemeinde einen eigenen Bauernhof, weitere Personen waren als Hausbesitzer eingetragen. Mehrere jüdische Handwerker waren im Dorf anerkannt, darunter ein Metzger, ein Schneider, ein Seifensieder und ein Schnittwarenhändler.
Im Dorf bestand eine Synagoge, eine jüdische Schule, eine Lehrerwohnung und eine Mikwe. Der von der Gemeinde angestellte Lehrer war gleichzeitig als Vorbeter und Schochet tätig. Durch Wegzug ging die Gemeinde in der zweiten Hälfte des 19. Jahrhunderts langsam ein, im Jahr 1889 wurde die Gemeinde deshalb mit der in Dettelbach zusammengelegt. 1907 verkaufte die Gemeinde die Synagoge, sie brannte im Jahr 1930 nieder und wurde nicht wieder aufgebaut.
Zur Zeit der nationalsozialistischen Machtergreifung lebten in Bibergau noch fünf Personen jüdischen Glaubens. Noch vor 1939 verzog einer dieser Einwohner in eine andere Stadt, sodass zu Kriegsbeginn noch vier Juden im Dorf lebten. Im April 1942 deportierte man Sara Lina Henochstein und ihren Sohn über Würzburg nach Izbica. Noch im September 1942 wurden Rosa und Pauline Laubheim nach Theresienstadt in das dortige Ghetto verbracht.

## Gemeindeentwicklung
Die Gemeinde war ab dem Jahr 1913 dem bayerischen Distriktsrabbinat Würzburg zugeordnet.
| Jahr | Mitglieder | Jahr | Mitglieder | Jahr | Mitglieder | Jahr | Mitglieder | Jahr | Mitglieder | Jahr | Mitglieder | Jahr | Mitglieder |
| ---- | ---------- | ---- | ---------- | ---- | ---------- | ---- | ---------- | ---- | ---------- | ---- | ---------- | ---- | ---------- |
| 1816 | 131        | 1830 | 149        | 1875 | 77         | 1890 | 26         | 1910 | 6          | 1933 | 5          | 1942 | 2          |